# ジャン＝ラベルの海戦
ジャン＝ラベルの海戦（ジャン＝ラベルのかいせん、Battle of Jean-Rabel）は、フランス革命戦争中に行われた、関連した2つの小規模な戦闘である。最初の戦いは、圧倒的な2隻の戦列艦から成るイギリス海軍の戦隊が、フランス植民地サン＝ドマング（後にハイチとして独立）北岸のジャン＝ラベルの町の近くにあるムスティークの入江で、フランス海軍のフリゲート艦を攻撃し、破壊したものである。2度目の海戦はその4日後で、イギリスのフリゲート戦隊からの部隊が上陸してジャン＝ラベルの町を攻撃し、フランスの私掠船に捕獲され、そこの港につながれていた多くのイギリス商船を再拿捕した。
この2つの戦いはカリブ海の覇権をめぐっての作戦のさなかに起きたもので、この時フランスの植民地からやってきた軍艦や私掠船は、西インド諸島での、イギリス本国と植民地の間の、採算性の高い貿易をつぶそうとしていた。1797年の春、この地域のイギリス軍の大部分が、スペインの植民地に対抗してリーワード諸島に配置された。そのすぐ前に、スペインはこの戦争でフランス側についていた。結果として、カリブ海北部は防御が手薄になり、フランスの私掠船が増加することになった。
フランスのフリゲート艦「エルミオーヌ」の破壊と、ジャン＝ラベルの私掠船の基地の除去とで、この地域の私掠船の活動は減少の方向に向かい、北カリブ海におけるイギリスの海上交通路の確保が強固なものになった。しかしサンドマングのフランス支配に対して、イギリスは影響を与えることができず、1797年のうちにこの島から撤退した。

## 歴史的背景

ウィンドワード海峡

フランス革命戦争中、英仏両国はカリブ海で敵対していた。この当時は、両国とも植民地の拡大と実入りを維持し続けていたが、その植民地が両国の戦闘の重要舞台となっていた。しかし1797年には、イギリスは局地的に海域を支配する策を続行しており、フランスの植民地は、数多くの、防御の固い港を与えられ、それに守られていた。この港は軍艦や私掠船が、イギリスの商船団を狙う基地ともなっていた。フランスの植民地へのイギリスの攻撃はあまり成功しなかった。1793年に、フランス植民地サンドマングの北西部の先端にあるモール＝サン＝ニコラの攻略のみであった。イギリス海軍はここからウィンドワード海峡を支配した。この海峡はジャマイカとの交易の生命線だった。
それ以外のサンドマングの北岸は依然としてフランスの手中にあり、1796年の秋、カリブ海の勢力均衡は、第二次サン・イルデフェンソ条約の宣言により変化した。この条約により、やはり多くのカリブ海植民地を有していたスペインが、イギリスに宣戦布告したのである。これに対して、カリブ海のイギリスの戦力はいくつかに分かれ、そのうちの多くが、1797年2月にヘンリー・ハーヴェイ少将指揮下の艦隊についてトリニダード島を攻略したが、その後のプエルトリコ攻撃には失敗した。イギリス戦力の混乱を受けて、フランスの私掠船団は、カリブ海北部の商船への一連の攻撃を行うのが可能となり、イギリス植民地と交易している多くのアメリカ船を拿捕した。
これらの拿捕された船の多くは、私掠船によりサンドマング北岸の小さな港へ連れて行かれた。そこはイギリスの戦隊からは安全であると考えられていたのである。この戦隊の指揮官はハイド・パーカーで、基点はモール＝サン＝ニコラだった。1797年4月のはじめ、サンドミニクの首都で北東部にあるカパイシャンのフランス人行政官たちが、この拿捕船は首都に持ち込まれるべきであると主張して、その任務をフリゲート艦に命じた。この港をフリゲート艦「エルミオーヌ」（イギリスの部隊がハーモニーHarmonieと誤記している）はポールドペに向かい、港と近くの町ジャン＝ラベルにいたすべての拿捕船を集めた。

## エルミオーヌの破壊

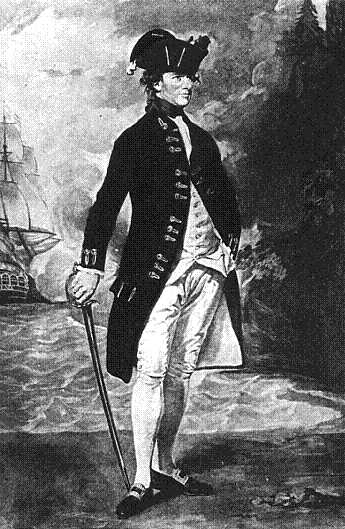
ハイド・パーカー

「エルミオーヌ」の士官たちはこの命令に反対だった。パーカーの戦隊が接近しており、拿捕船を連れて行くのは危険だと考えたのである。しかし彼らの考えは却下され、艦は1797年の4月半ばに出帆した。カパイシャンを出てまもなく、エルミオーヌは航海中のイギリスのフリゲート艦ジャヌスに発見された。このジャヌスの艦長はジェームズ・ビセットだった。「ジャヌス」は「エルミオーヌ」よりかなり小さかったが、「エルミオーヌ」は攻撃を仕掛けようとはせず、マレゴの港の方に向きを変えた 。その間ビセットは西へ針路を取り、4月15日にモール＝サン＝ニコラ沖にいたパーカーの戦隊と出会った。パーカーは自分の自由になる戦列艦が3隻あった。ひとつは座乗艦であるクイーン、そしてウィリアム・オギルヴィー艦長のサンダラー、そしてエドワード・クロウリー艦長のヴァリアントだった。パーカーは後の2隻をマレゴへやって「エルミオーヌ」を探索させ、その間自艦を物資補充のため入港させた。
15日の午後、「サンダラー」は「エルミオーヌ」がサンドマング北岸とトルトゥーガ島、そしてトルトゥガ海峡の間を航行して行くのを発見した。大型艦の「サンダラー」はフリゲート艦「エルミオーヌ」をジャン＝ラベルの近くのムスティークの入江まで追跡した。エルミオーヌは、岩の多い海岸線の沖合の浅瀬で錨をおろした。オギルヴィーは「エルミオーヌ」の居所をパーカーに知らせ、「サンダラー」、「ヴァリアント」と共に入江に入って、「エルミオーヌ」を破壊するようにとの命令を受けた。16時15分、2隻は入り江の入り口を探し当て、危険な浅瀬にどうにか入って「エルミオーヌ」に近づいた。しかし風が強くなって行き、オギルヴィーはついに、この状態ではあまりにも危険で難破することもあると腹をくくった。17時、2隻は「エルミオーヌ」の舷側を何度か砲撃したが、相手からの攻撃はなかった。しかし「エルミオーヌ」にも大した損害はなく、風はなお強いままで、そのためオギルヴィーは、その夜は射程外の場所まで引き上げた。
4月16日の朝、サンダラーとヴァリアントは戻って、昨日よりも風のない好天のもと、2隻で「エルミオーヌ」を攻撃した。自分たちの艦が逃げることもできず、不可能と言える勝ち目に直面し、士官たちは唯一取れる選択肢を選んで、7時にゆっくりと艦を岸に乗り上げ、艦に火をつけて撤退した。「エルミオーヌ」の火薬庫が8時47分に爆発し、「サンダラー」と「ヴァリアント」が退く際に完全に破壊された。フランスの死傷者は定かではないが、退いた2隻のイギリス艦に死傷者はなく、損害も小さいものだった。

## ジャン＝ラベルの襲撃

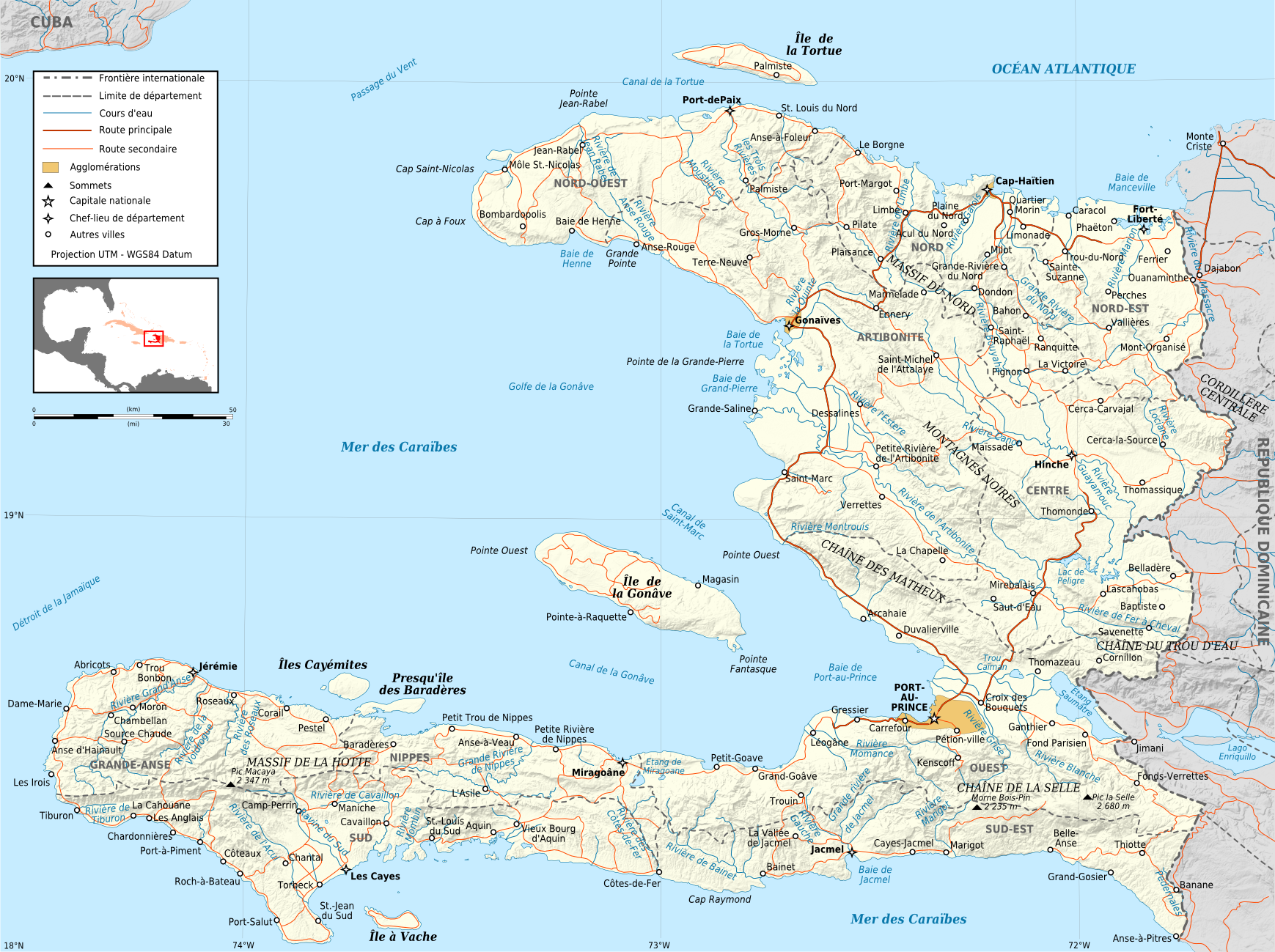
現在のハイチのロードマップ、左上にPointe Jean-Rabelとある。

エルミオーヌの航海が失敗に終わったことで、ジャン＝ラベルの多くの拿捕船の存在に警告が出た。パーカーは「エルミオーヌ」と同じ名のフリゲート艦ハーマイオニー（エルミオーヌの英語読み）の、艦長のヒュー・ピゴットに命令を出して、これらの拿捕船を再捕獲するように言った。ピゴットはジョン・クック艦長のケベック、ロバート・オトウェイ艦長のマーメイド、そして2隻の小型艦、ブリッグ艦の「ドレイク」とカッター船「ペネロープ」から成る戦隊の指揮官であった。ピゴットは海岸を急襲するには評価が高く、3月22日にプエルトリコ沖で、多くのフランス艦の小型艦を攻撃して破壊していた。戦隊を集めたピゴットは、4月20日15時に彼らを引き連れてジャン＝ラベルへ向かい、この時の勝利の再現に出た。夜になるまで北西の、相手の気付かないところにいて、乗員たちが相手の航行を出し抜く準備を始めた。つまり、暗闇に紛れて、艦に積まれたボートで乗員たちが防御の固い湾へ出て、港にいる拿捕船に乗り込み、再拿捕してから味方戦隊の方に向かおうという計画だった。
4月20日の夜は海が穏やかで強い東向きの潮が流れ、監視のないジャン＝ラベルの港2海里（約3.7キロ）以内までピゴットの艦隊が近づくことができた。艦の下士官の指揮下にある戦隊のボートは、そこで静かに岸へと近づいた。岸にいるものの目をそらすため、ピゴットは艦を入り江の入口へと横切らせ、フランス軍の注意を港からそちらへと向けた。これによりボートは見破られずに港の商船に近づくことができ、それぞれの艦は海岸近くの浅瀬に近寄って並び、敵を待ち構えていた。4月21日の午前1時、ボートからのすさまじいマスケット銃の一斉射撃と共に戦闘の火ぶたが切られ、イギリスの水兵たちが拿捕された商船に群がった。砲撃により、港を向いた岸の砲台が警戒したにもかかわらず、戦闘は短期間のものだった。港内での敵から見方を決心させられず、代わりに大砲が湾内のフリゲート艦を狙い、ピゴットは反撃するよう自分の戦隊に命じた。
4時になって、軍艦「ポリー」、ブリッグ船「トゥーシスターズ」、「アビオナ」、そして「サリー」、スクーナーの「コロンビア」、「ジュノー」、「シチズン・スノウ・ヒル」、それからスループ艦の「インダストリー」、それともう1隻の名前のわからないスループがイギリスに再拿捕され、拿捕したイギリス軍は港の外にこの9隻を連れ出してピゴットの戦隊に向かった、ジャン＝ラベルの港に取り残されたのは2隻のボートで、戦闘開始の際に浜辺に打ち上げられたものだった。再拿捕された船はすべてアメリカの旗が掲げてあったが、船の所有を証明する書類は、そのほとんどがカパイシャンに送られていた。この作戦でのフランスの死傷者は報告されていないが、イギリスは攻撃で1名たりとも失わなかった。

## 戦闘後
この2つの作戦はサンドマング周辺海域における、イギリスの支配権を強固なものとした。フランス軍の強力な敵である「エルミオーヌ」を排除し、捕獲船を置いておくための私掠船の基地である港を破壊した。しかしサンドミニクでのイギリスの存在を固めるにはまだ不十分で、1797年の終わりには、イギリス戦力は植民地からすべて撤退した。ピゴット、オギルヴィーそしてパーカーの全員が、海戦の様子を細かく書き連ねた報告書を特使に持たせたが、歴史家のウィリアム・ジェームズによると、この時ピゴットは、作戦に参加した下士官に対し、名前を挙げて労をねぎらうことを怠ったと述べている。ピゴットは不人気な士官として有名で、半年後に、さほど有名ではないハーマイオニーの反乱で、乗員から殴られたうえ、刺殺されることになった。